# ثريا إسفندياري
ثريا اسفندياري بختياري (22 يونيو 1932 - 26 يونيو 2001) الزوجة الثانية لشاه إيران محمد رضا بهلوي. وهي الابنة الوحيدة للسفير الإيراني في ألمانيا الغربية خليل اسفندياري من زوجته الألمانية إيفا كارل. اقترنت ثريا ابنة التاسعة عشر ربيعاً بشاه إيران عام 1951 وانتهى الزواج بطلاقها في 4 مارس 1958 لرفضها أن يتزوج الشاه من امرأة أخرى لأنها لم تنجب له ولي عهد يرث عرشه من بعده لكونها عاقر.

## معرض الصور

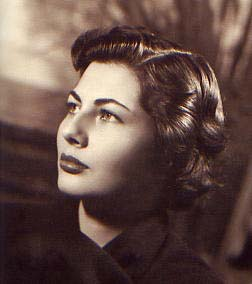
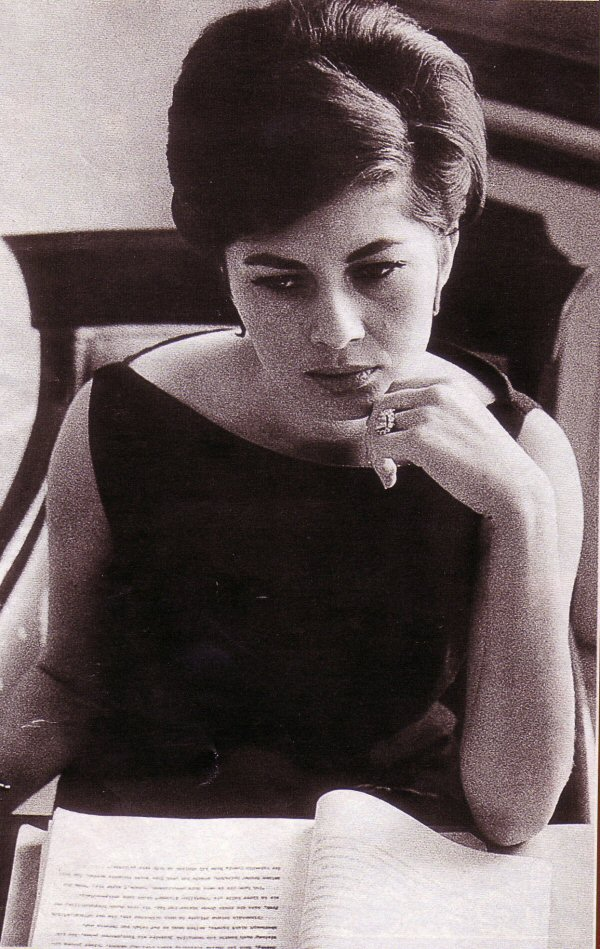

## روابط خارجية
- ثريا إسفندياري على موقع IMDb (الإنجليزية)
- ثريا إسفندياري على موقع مونزينجر (الألمانية)
- ثريا إسفندياري على موقع قاعدة بيانات الفيلم (الإنجليزية)